# Ćiribiribela
Ćiribiribela deveti je i posljednji studijski album sarajevskog rock sastava Bijelo dugme, koji izlazi u studenom 1988.g.
Album je sniman u Sarajevu i Beogradu, a kao gosti na materijalu sudjeluju, zbor srpske pravoslavne crkve, "Prvo beogradsko pjevačko društvo", Klapa "Trogir", bubnjar Vlada Golubović i basist Nenad "Japanac" Stefanović. Na albumu se nalazi dosta skladbi koje su jako dobro prihvaćene kod publike, "Evo zakleću se", "Napile se ulice", "Ako ima Boga" i "Šta ima novo".

## "Đurđevdan..."
Omot albuma sastoji se od slike "Noina arka", a najveći hit na njemu je skladba "Đurđevdan je a ja nisam s onom koju volim". Bregović koristi stih Đorđa Balaševića, "...a ja nisam s onom koju volim" i staru romsku temu, dok je u pratnji orkestar Fejata Sejdića. Ovom obradom postiže ogroman uspjeh kod publike, a skladba postaje kavanski hit za sva vremena. Provokativna skladba je bila "Lijepa naša" koja je kombinirana s "Tamo daleko".

## Raspad sastava
Početkom 1989. godine kreću na turneju koja je trebala trajati do 1. travnja. Međutim, nakon koncerta u Derventi 15. ožujka Alen Islamović nenajavljeno odlazi u rodni grad Bihać da bi se liječio od stalnih bolova u bubregu. Turneja se naglo prekida i tada se još nije znalo da je to bio njihov posljednji koncert. Otkazuju se koncerti u Kini i u bivšem Sovjetskom Savezu, a Bregović odlazi u Francusku, Pariz, ostavljajući javnost i obožavatelje u otvorenom nagađanju oko daljnjeg statusa sastava. Nakon napuštanja Bijelog dugmeta, Islamović objavljuje solo LP pod nazivom "Haj nek se čuje, čuje haj nek se zna", u produkciji Nikše Bratoša i izdavača Jugotona.

## Popis pjesama
- Sve pjesme napisao je Goran Bregović.

1. "Ćiribiribela" (Bregović)– 4:12
2. "Šta ima novo" (Bregović) – 5:21
3. "Neću to na brzaka" (Bregović) – 4:10
4. "Evo zakleću se" (Bregović) – 5:53
5. "Đurđevdan je a ja nisam s onom koju volim" (Bregović) – 3:55
6. "Napile se ulice" (Bregović) – 2:49
7. "Ako ima Boga" (Bregović) – 5:18
8. "Nakon svih ovih godina" (Bregović) – 4:40
9. "Lijepa naša" (Bregović) – 3:18

## Izvođači
- Goran Bregović - gitara
- Alen Islamović - vokal
- Zoran Redžić - bas-gitara
- Goran "Ipe" Ivandić - bubnjevi
- Laza Ristovski - klavijature

### Produkcija
- Producent - Goran Bregović
- Izvršni producent - Radomir "Raka" Marić

## Vanjske poveznice
- Stranice Bijelog dugmeta  Arhivirana inačica izvorne stranice od 20. siječnja 2020. (Wayback Machine)